# Franska bönder
Franska bönder var en svensk musikgrupp från Borås, aktiva under 1980-talets slut och 1990-talets första år.
Bandet skrev ett skivkontrakt med EMI 1992 och turnerade runt om i Sverige. Deras enda album Hon kom ut på EMI 1992, utöver det gav de ut en handfull singlar samt en EP mellan 1991 och 1992. 
Franska bönder splittrades 1995. De placerade sig aldrig på den svenska topplistan.
Gruppen ombildades 1994 till duon Puss & Kram som under 1995-1996 ombildades till Start! vilka gav ut två singlar.

## Medlemmar[1]
- Johan ”Jego” Classon (text/musik) - sång, gitarr
- Bengt Larsson - keyboards
- Peter ”Tagge” Tagessοn - trummor
- Martin Jonsson - bas